# Herb Pinder
Pour les articles homonymes, voir Pinder.
Herb Pinder (né le 24 décembre 1946 à Boston) est un joueur canadien de hockey sur glace. Lors des Jeux olympiques d'hiver de 1968, il remporte la médaille de bronze.

## Palmarès
- Médaille de bronze aux Jeux olympiques de Grenoble en 1968